# اعراب بائده
از آن جا که ریشه نژادی و امتیازات قومی در نسب عرب نزد جامعه شناسان انعکاسی به سزا دارد، عرب را به دو دسته تقسیم کرده‌اند: اعراب بائده  و اعراب باقیه. منظور از عرب بائده نابودشدگان قبل از اسلام هستند که فقط نامشان باقی مانده‌است و مشهورترین آنها قوم عاد، ثمود، جدیس، طسم و عمالقه می‌باشد.

قبل از همه در عربستان می‌زیسته‌اند و برای خود دوران و سرگذشتی داشته‌اند، ولی طی حوادث شومی منقرض گشتند و نابود شدند. به همین جهت نیز به آنها «بائده» می‌گویند، یعنی نابود شده و از میان رفته. گویا اینان همان قوم عاد و ثمود و غیره بوده‌اند که در سرزمین «احقاف» یعنی جایی که امروز کشور مسقط و عمان است، می‌زیسته‌اند، و در نقاط دیگر شبه جزیره هم پراکنده بودند. در روزگار طلوع اسلام، الواح و قبوری باقی مانده بود که مردم آنها را به همان عرب بائده نسبت می‌دادند.